# 松田浩平
松田 浩平（まつだ こうへい、1956年11月1日 - ）は、日本の実験心理学者。福岡県田川郡大任町生まれ。
専攻領域は、心理学研究法・心理測定・心理学統計法・発達心理学・人格心理学。現在の専門分野は実験的手法によるパーソナリティの測定研究と心理データ解析および発達検査・性格検査などの開発と標準化。実験人格心理学という新しい分野を切り開こうとしている。

## 略歴・人物
- 1981年 日本大学文理学部心理学科卒業。
- 1983年 日本大学大学院文学研究科心理学専攻博士前期課程修了。
- 1986年 日本大学大学院文学研究科心理学専攻博士後期課程単位取得退学。
- 1987年 豊橋短期大学秘書科専任講師。
- 1990年 東海大学短期大学部商経学科専任講師。
- 1997年 文京女子大学人間学部助教授。
- 1999年 文京女子大学大学院 人間学研究科助教授。
- 2002年 文京学院大学人間学部心理学科教授、文京学院大学大学院人間学研究科心理学専攻教授（文京女子大学は文京学院大学に校名変更）。
- 2011年 東北文教大学短期大学部人間福祉学科教授。

- 現在、東北文教大学短期大学部人間福祉学科教授。
- 本務は短期大学部であるため、心理学、人間関係論、生涯発達心理学などを短期大学生向けに担当している。
- 兼務の人間科学部においても心理学における実験実習科目(心理学基礎実験、心理学実験Ａ、心理学実験Ｂ)および知覚心理学、教育心理学など認定心理士に関わる科目を数多く担当し、認定協会との交渉を含めて本学における心理学教育の中心的役割を担っている。
- 日本応用心理学会理事、日本パーソナリティー心理学会理事
- 日本応用心理学会常任理事、日本発達心理学会理事、日本発達心理学会機関誌編集委員会副委員長、日本性格心理学会理事(現在の日本パーソナリティ心理学会)、日本パーソナリティ心理学会機関誌編集委員、日本パーソナリティ心理学会監事、日本パーソナリティ心理学会常任理事などを歴任した。
- 現在は、日本応用心理学会理事・同学会機関誌編集委員・同学会国際交流委員、日本パーソナリティ心理学会理事および日本パーソナリティ心理学会第26回大会(東北文教大学)大会準備委員長を務める。
- 前東海大学短期大学部および日本大学文理学部心理学科、日本大学国際関係学部にて非常勤講師を務める。
- 白百合女子大学大学院博士後期課程で博士論文審査委員を務める。
- 現富山大学人間発達科学部非常勤講師
- 国士舘大学大学院博士課程非常勤講師を務める。

## 主著・主論文等
- 1985年 乳幼児発達診断検査の基礎的研究:S=P表による信頼性の検討, 日本大学心理学研究l/6,p.23-26
- 1986年 The Appearance Pattern of Delta Wave in the Polysomnography of a Depressed Patient(1986), The Japanese Journal of Psychiatry and Neurology. 40,2
- 1992年 発達心理学ハンドブツク; SPSSの使い方(分担執筆) 福村出版 ISBN 4571230273
- 1994年 人間関係の科学 福村出版 ISBN 4571205651
- 1995年 経営組織診断の理論と技法 同友館 ISBN 4496022168
- 1995年 血液疾患患者のQuality of Lifeについての解析, 日常診断と血液l.5/8,p.61-88
- 1997年 重症心身障害児における個人チェックリストからの発達月齢推定値作成の試み, 小児保健研究56/6,p.730〜736
- 2000年 発達研究の技法(共著) 福村出版 ISBN 4571205813
- 2001年 Marie乳児発達診断検査ならにびに同利用の手引き 千葉テストセンター
- 2005年 青年期の自己イメージと自己記述語の年代的・発達的変化に関する研究, 応用心理学研究31/1,p12-22
- 2006年 SDSキャリア自己診断テストならびに同利用の手引き 日本文化科学社
- 2007年 応用心理学事典; 第1章認知心理学(編集担当)丸善株式会社 ISBN 4621078070
- 2009年 心理学検定 公式問題集(編集委員) 実務教育出版 ISBN 4788960826
- 2009年 A Study of Holland Theory Using the SDS Vocational Aptitude Test; -Utility and application-, The Japanese journal of Applied Psychology. 34, p54-71
- 2009年 The experimental study on the relation of reaction time and personality traits; -The difference of reaction time by the personality trait terms-, The Japanese journal of Applied Psychology. 34, p72-81
- 2012年 Variance Trend in Reaction Time for Personality Traits; Personality Traits of Version and Emotional Stability, The Japanese journal of Applied Psychology.  38, p92-100
- 2018年 A factor analytical investigation of the Japanese translation of the Cheek-Buss Shyness Scale in support of the three-component model of shyness. Personality and Individual Differences, 124, 160-167.
- 2019年 A pilot study of change in cerebral activity during personality rating by questionnaire and personal computer. International Journal of Psychology, 54(5), 628-637.
- 2019年 Classification of Participants Based on Increase–Decrease Rate Model of Reaction Time to Personality Trait Words. Behavioral Sciences, 9(12), 155.

## 現在の研究テーマ
- 1999年 学生の大学に対する態度に関する調査研究
- 2002年 乳幼児発達診断検査の標準化とWebデータベース化
- 2004年 客観的行動指標によるパーソナリティ特性の測定実験
- 2020年 生理・行動指標を用いた実験的方法による性格特性と性格類型の相互作用に関する研究

## 過去の研究テーマ
- 1989年 厚生省精神・神経疾患研究;超重症児の疫学に関する研究(1994年まで)
- 1989年 中小企業研究所(中小企業事業団中小企業大学校); 中小企業の組織革新に関する委託研究(1992年まで)
- 1990年 色彩象徴過程と人格構造に関する精神医学・交叉文化心理学的研究(文部省科学研究費総合研究(A) 290270058915 代表者: 浅井正昭)
- 1994年 サン・マイクロシステムズ社のワークステーション/Solarisを用いた教育・研究用ネットワークシステムの設計・構築・運用
- 1997年 Unixワークステーションによる教育・研究用ネットワークシステムの設計構築

## 所属学会
- 日本心理学会
- 日本応用心理学会
- 日本教育心理学会
- 日本発達心理学会
- 日本パーソナリティ心理学会
- International Accociation of Applied Psychology
- 日本行動計量学会
- 日本産業・組織心理学会
- 小児精神神経学会

## 趣味
鉄道マニア、電気・機械工作、コンピュータの作成とチューニング、調理、無類の猫好きで犬が大嫌いとのこと